# ماري من مودينا
ماري من مودينا (بالإنجليزية: Mary of Modena)‏ (Maria Beatrice Anna Margherita Isabella d'Este;؛ ماريا بياتريس آنا مارغريتا إيزابيلا دي إستي؛ 5 أكتوبر 1658 - 7 مايو 1718) هي ملكة إنجلترا واسكتلندا وإيرلندا بزواجها من جيمس الثاني الكاثوليكي، وأيضا هي والدة جيمس ستيوارت المطالب اليعقوبي، هي أميرة إيطالية ولدت في شمال غرب إيطاليا في دوقية مودينا وبحيث أنها ابنة ألفونسو الرابع دي إستي، كونت مودينا، تعتبر جدتها لأمه شقيقة الكاردينال مازاران وزير لويس الرابع عشر ملك فرنسا.
ولدت ماري أميرةً لدوقية مودينا في شمال غرب إيطاليا، وتُذكر أساسًا بولادة ابنها جيمس فرانسيس إدوارد المثيرة للجدل، وهو الوحيد الباقي على قيد الحياة. ترددت شائعات بأنه كان «مبدولًا»، إذ هُرّب إلى غرفة الولادة في مدفئة سرير، من أجل استمرارية سلالة زوجها الكاثوليكية، ستيوارت. كانت ولادة جيمس فرانسيس إدوارد عاملًا مساهمًا في «الثورة المجيدة»، الثورة التي أطاحت بجيمس الثاني، واستبدلت به ماري الثانية، الابنة البروتستانتية الكبرى لجيمس الثاني من زواجه الأول من آن هايد (1637 – 1671). حكمت ماري الثانية مع زوجها ويليام الثالث أمير أورانج على نحو مشترك، باسم «ويليام وماري».
نُفيت ماري إلى فرنسا، حيث عُرفت بين اليعاقبة «بملكةٍ عبر البحار». عاشت مع زوجها وأطفالها في قصر سانت جيرمان أون لي، الذي قدمه الملك لويس الرابع عشر. كانت ماري تحظى بشعبية بين حاشية لويس الرابع عشر؛ لكن جيمس اعتُبر مملًا. أمضت ماري بعد ترملها وقتها دومًا مع الراهبات في دير شيلو خلال فصل الصيف برفقة ابنتها لويزا ماريا تيريزا. أصبح جيمس فرانسيس إدوارد ملكًا في نظر اليعاقبة عن عمر يناهز 13 بعد وفاة جيمس الثاني في عام 1701. نظرًا لأنه كان أصغر من أن يتولى مقاليد الحكم الاسمية، مثلته ماري حتى بلغ سن 16 عامًا. طُلب من الشاب جيمس فرانسيس إدوارد مغادرة فرنسا كجزء من تسوية معاهدة أوتراخت في عام 1713، التي أنهت حرب الخلافة الإسبانية (1701 – 1714)، لكن ماري مودينا لم ترحل معه، على الرغم من عدم وجود عائلة لها هناك، إذ توفيت ابنتها لويزا ماريا تيريزا بسبب مرض الجدري. تُذكر ماري باعتزاز من قِبل معاصريها الفرنسيين وتوفيت بسبب سرطان الثدي في عام 1718.

## دوقة يورك (1685 – 1673)

### الأسرة
كان دوق يورك، الذي أعلن أنه كاثوليكي، أكبر بخمس وعشرين عامًا من عروسه، وقد أصابه الجدري بجروح وعانى من التلعثم. كان قد اعتنق الكاثوليكية سرًا نحو عام 1668. رأت ماري زوجها لأول مرة في 23 نوفمبر 1673 حسب التقويم القديم، في الحفل الثاني لزواجهما. كان جيمس مسرورًا بعروسه. لكن ماري كرهته في البداية، وانفجرت بالبكاء في كل مرة رأته فيها. ومع ذلك، سرعان ما بدأت تحمل مشاعرًا تجاهه. كان لدى جيمس ابنتان: الليدي ماري والليدي آن، من زواجه الأول من آن هايد التي تنتمي إلى العامة والتي توفيت عام 1671. قدمهما جيمس إلى ماري بالكلمات التالية: «لقد أحضرت لكما صديقة جديدة للعب». كرهت الليدي آن زوجة أبيها الجديدة على عكس الليدي ماري. تحايلت ماري على آن لكسب عاطفتها.
تلقت دوقة يورك 5,000 جنيه استرليني سنويًا من أموال الإنفاق وأموال أسرتها الخاصة، برئاسة كاري فريزر، كونتسية بيتربورو؛ ترددت عليها سيدات من اختيار زوجها: فرانسيس ستيوارت دوقة ريتشموند، وآن سكوت دوقة باكليو الأولى. كرهت دوقة يورك المقامرة لكن وصيفاتها أجبروها على ذلك كل يوم تقريبًا. اعتقدن أنه «إذا امتنعت، فقد تصاب بالإعياء». ونتيجة لذلك، تكبدت ماري ديونًا طفيفة تتعلق بالمقامرة.
مثلت ولادة الطفل الأول لدوقة يورك، كاثرين لورا، التي سميت على اسم الملكة كاثرين، في 10 يناير 1675 حسب التقويم القديم، بداية سلسلة حزينة من الوفيات التي أصابت أطفالها في سن الرضاعة. في هذا الوقت كانت على علاقة ممتازة مع الليدي ماري وذهبت لزيارتها في لاهاي بعد زواج الليدي من ويليام أمير أورانج. سافرت متخفية وأخذت آن معها.

### المؤامرة البابوية والنفي
تورط الأمين الكاثوليكي لدوقة يورك، إدوارد كولمان، في عام 1678، زورًا في مؤامرة وهمية ضد الملك نظمها تيتوس أوتس. نتج عن المؤامرة، المعروفة باسم المؤامرة البابوية، حركة الاستبعاد، التي قادها أنتوني أشلي كوبر، إيرل شافتسبري الأول. سعى أتباع الحركة إلى حرمان دوق يورك الكاثوليكي من العرش. نُفيت عائلة دوقية يورك بعد تداعي سمعتهم، إلى بروكسل، إحدى المناطق التابعة لملك إسبانيا، وكان الرحيل ظاهريًا لزيارة الليدي ماري – زوجة ويليام الثالث أمير أورانج منذ عام 1677. شعرت دوقة يورك بالحزن بسبب علاقة جيمس بكاثرين سيدلي خارج إطار الزواج، وكانت في تلك الفترة برفقة ابنتها إيزابيلا التي لم تبلغ من العمر ثلاث سنوات والليدي آن. تحسنت معنويات ماري لفترة وجيزة بعد مجيء والدتها لزيارتها، إذ كانت تعيش في روما.
عادت عائلة دوقية يورك إلى إنجلترا على وجه السرعة بعد ورود تقارير تفيد بأن الملك تشارلز مريض بشدة. إذ تخوفوا من انتزاع جيمس سكوت للعرش في حال توفي تشارلز في غيابهم، فهو الابن الأكبر غير الشرعي للملك ودوق مونمَث الأول وقائد القوات المسلحة الإنجليزية. تفاقم الخطر من حقيقة أن مونمث تمتع بدعم أتباع حركة الاستبعاد، الذين مثلوا غالبية في مجلس العموم في إنجلترا. نجا تشارلز ولكنه شعر أن دوق ودوقة يورك عادا إلى البلاط في وقت سابق لأوانه، فأرسلهما إلى إدنبرة، حيث مكثا فيها من حين لآخر على مدار السنوات الثلاث التالية. كان على دوق ودوقة يورك بإقامتهما في قصر هوليرود الاستغناء عن السيدتين آن وإيزابيلا، اللتان بقيتا في لندن بناءً على أوامر تشارلز. استُدعي الدوق والدوقة إلى لندن في فبراير 1680، ثم عادا مرة أخرى إلى إدنبرة في خريف ذلك العام؛ ذهبا هذه المرة بطريقة مشرفة أكثر، إذ عُيّن جيمس مفوضًا للملك في اسكتلندا. غرقت ماري في حالة من الحزن بعد انفصالها عن الليدي إيزابيلا مرة أخرى، وتفاقمت هذه الحالة بسبب إقرار قانون الاستبعاد في مجلس العموم. توفيت الليدي إيزابيلا، وهي الطفلة الوحيدة التي بقيت على قيد الحياة من أطفال ماري، في فبراير 1681. أدت وفاة إيزابيلا إلى إغراق ماري في حالة من الهوس الديني، مما أثار قلق طبيبها. في نفس الوقت الذي وصلت فيه الأخبار إلى هوليرود عن وفاة إيزابيلا، اتُهمت والدة ماري زورًا بتقديم 10,000 جنيه استرليني مقابل قتل الملك. أُعدم المدعي، وهو كاتب وموزع نشرات سياسية، بأمرٍ من الملك.
تلاشى رد فعل حركة الاستبعاد الذي أعقب المؤامرة البابوية بحلول مايو 1682. لم يجتمع البرلمان الذي يهيمن عليه أتباع الحركة، والذي عُلّق منذ مارس 1681، مرة أخرى في عهد تشارلز الثاني. لذلك، عاد دوق ودوقة يورك إلى إنجلترا، وأنجبت الدوقة ابنةً اسمها شارلوت ماري في أغسطس 1682؛ سلبت وفاة شارلوت ماري بعد ثلاثة أسابيع، وفقًا للسفير الفرنسي، من جيمس «أمله في أن يعيش أي طفل من أطفاله» – توفي جميع أبناء جيمس من زوجته الأولى آن هايد في سن الطفولة. تبدد حزن جيمس بعد انتعاش شعبيته إثر اكتشاف مؤامرة لقتله هو والملك. كان الهدف من المؤامرة، المعروفة باسم مؤامرة منزل راي، وضع مونمث على العرش باعتباره اللورد حامي العرش. كانت نهضة جيمس قوية لدرجة أنه في عام 1684، أُعيد قبوله في مجلس الملكة الخاص، بعد غياب دام أحد عشر عامًا.

## روابط خارجية
- ماري من مودينا على موقع الموسوعة البريطانية (الإنجليزية)